# Fajsal bin Turki
Fajsal bin Turki (8. červen 1864 Bombaj – 4. říjen 1913 Maskat) byl ománský sultán panující mezi roky 1888 a 1913.

## Život
Období jeho vlády se překrývalo se zvýšeným britským úsilím v regionu Perského zálivu, kde Britové ustanovili arabské protektoráty (Bahrajn, Kuvajt, Smluvní Omán) a ačkoliv Omán formálně protektorátem nebyl, byl de facto v kritické sféře vlivu Britského impéria a generálního guvernéra Britské Indie George Curzona. To upevnila řada smluv a dohod včetně té z roku 1891, i když de iure mohl sultán vykonávat vlastní zahraniční politiku. Sám sultán Fajsal ale (na rozdíl od jeho otce) usiloval o vymanění se z britského vlivu a snažil se o lepší vztahy s tradičně konzervativními kmeny v pouštních oblastech.
V roce 1894 vypukla další krize mezi pobřežním Maskatským sultanátem a vnitrozemním imamátem, a to právě poté, co se sultán Fajsal až příliš začal angažovat do vnitřních záležitostí imáma Saliha bin Alího. Salih si získal kmeny a šejchy a rovněž finanční i vojenskou podporu od Zanzibarského sultanátu a únoru 1895 zabral Maskat, zatímco sultán Fajsal byl nucen prchnout ze svého paláce do pevnosti Džalali (Jalali). Sultána nemile překvapila nečinnost Britů, kteří nechtěli zasahovat v Ománu, pakliže nemuseli. Kmenoví vůdci loajální sultanátu se střetli se silami imáma, situace však byla vyrovnaná a nakonec se urovnala dohodou. Rebelové se v březnu 1895 stáhli zpět a sultán se zavázal platit tribut.
Deziluze ohledně Britského impéria jej vedla k Francouzům, kteří byli ochotni získat pozici v Ománu namísto Britů. Francouzi dostali možnost otevřít uhelný přístav nedaleko Maskatu, avšak Britové se nehodlali vzdát a celou situaci vrátili na původní místo. Sultán Fajsal byl pod pohrůžkou bombardování hlavního města přinucen podepsat loajalitu Ománu Britskému impériu a sbližování s Francií tak bylo u konce. Během let 1899 až 1903 vrátil zemi k politice svého otce.
Ve 20. století už sultána fakticky nahradil vezír Sulejmán ibn Suvajlím, který byl na dvoře už od Fajsalova nástupu na trůn. V roce 1913, kdy znovu propukala rebelie imamátu, zemřel.

## Vládce
Sultán Fajsal bin Turki se celou svou vládu potýkal s finančními obtížemi a v letech 1895 a 1897 si musel na výdaje státní pokladny půjčit od Britů v Indii. Podle britského majora S.G. Knoxe byl sultán Fajsal „bezpochyby slabý panovník, ovšem svou vlídností a otevřeností si získal určitou popularitu“.

## Osobní život
Sultán Fajsal byl v podstatě negramotným. Jeho koníčkem bylo fotografování.